# Sohland an der Spree
Sohland an der Spree (górnołuż. Załom) – miejscowość i gmina w Niemczech, w kraju związkowym Saksonia, w okręgu administracyjnym Drezno, w powiecie Budziszyn.

## Współpraca
Miejscowości partnerskie:
- Gangelt, Nadrenia Północna-Westfalia
- Montévrain, Francja
- Rocca Priora, Włochy